# رولف آرثر هانسن
رولف آرثر هانسن (بالنرويجية البوكمول: Rolf Hansen)‏ هو موظف ‏ وسياسي نرويجي، ولد في 23 يوليو 1920 في أوسلو في النرويج، وتوفي بنفس المكان في 26 يوليو 2006. نشط حزبياً في حزب العمال. وقد انتخب Minister of Climate and the Environment (Norway) ‏ (8 أكتوبر 1979 – 14 أكتوبر 1981) وانتخب وزير الدفاع ‏ (15 يناير 1976 – 8 أكتوبر 1979).